# Vida de Jesucrist

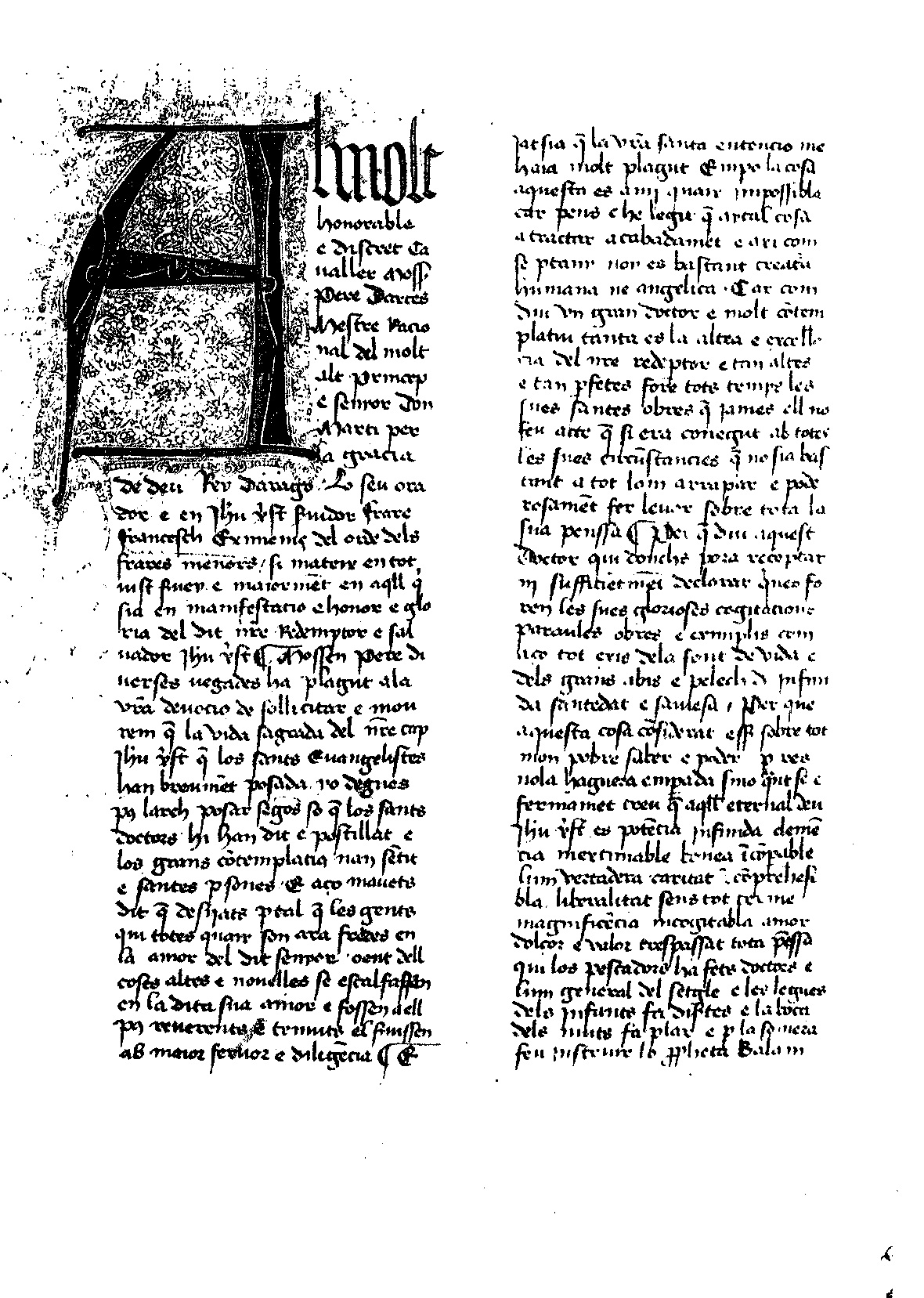
Inici del manuscrit de la Vida de Jesucrist de Francesc Eiximenis de la Biblioteca Universitària de València (Ms. 209. F. 1r).

La Vida de Jesucrist és un llibre escrit possiblement entre 1399 i 1406, tot i que l'eminent estudiós Albert Hauf el data en 23 de juny de 1403, per Francesc Eiximenis en català a València i dedicat a Pere d'Artés, mestre racional de la Corona d'Aragó, a qui Eiximenis ja havia dedicat el Llibre dels àngels.
Sembla que fou el mateix Pere d'Artés qui animà Eiximenis a escriure el llibre en català i no en llatí, com sembla que pretenia inicialment, segons indica el mateix Eiximenis al capítol sisè del pròleg.

## Estructura i contingut
L'obra consta de sis-cents noranta-un capítols, dividits en deu tractats o llibres. Així mateix, el darrer tractat està subdividit en altres set subtractats.
El llibre pertany al gènere de les Vitae Christi (vides de Jesucrist) medievals, el millor exemple de les quals és l'obra homònima de Ludolf de Saxònia. Aquest tipus d'obres no són sols una simple biografia, tal com s'entén avui dia, sinó, alhora, una història, un comentari manllevat dels Pares de l'Església, una sèrie de dissertacions dogmàtiques i morals, d'instruccions espirituals, de meditacions i pregàries en relació amb la vida de Crist, des del seu naixement a l'ascensió. En el cas d'aquesta obra d'Eiximenis s'hi afegeix, a més, la seua completa formació escolàstica i fins i tot, i potser sols en aquesta obra, influències de fonts una mica heterodoxes, com ara els evangelis apòcrifs.

### Volums no escrits deLo Crestià
Igual que en el Llibre de les dones i altres obres, trobem en aquesta obra moltes parts i temes que podrien correspondre a volums no escrits de Lo Crestià. Aquesta obra en conjunt podria correspondre al Novè del Crestià, en què tractaria de l'Encarnació. El contingut, tot i això, és molt més ample, i, així, de l'encarnació pròpiament dita se n'ocupa el tercer tractat. El primer tractat versa sobre la predestinació, de la qual hauria d'haver parlat en el Quart del Crestià. En aquest mateix llibre de Lo Crestià tenia la intenció d'aprofundir al voltant de les set benaurances, de les quals en parla al setè tractat. També exposa llargament dos sagraments, com ara el baptisme, al voltant del bateig de Crist per part de sant Joan Baptista, i l'eucaristia, al voltant del Sant Sopar, i cal recordar que dels sagraments hauria d'haver parlat en el Desè del Crestià. El desè tractat d'aquesta obra, en fi, torna als temes apocalíptics i escatològics, sobre els quals hauria d'haver tractat el Tretzè del Crestià.

### Estil i influxos
Aquesta obra reflecteix molt bé la tendència contemplativa que caracteritza els darrers treballs d'Eiximenis. Com diu en el pròleg, el propòsit de les seues pàgines és escalfar els creients en l'amor de Crist i la seua devoció. D'altra banda, en aquest llibre podem copsar també la devoció mariana tan típica de l'escola franciscana, car a la Verge, a la Gloriosa, com diu ell, hi són dedicats abundosos capítols, i sense exagerar podem dir que és quasi tan protagonista de l'obra com Crist mateix. Sembla que aquesta obra cal incloure-la en la tradició de les Meditationes Vitae Christi (Meditacions de la vida de Jesucrist) del pseudo-Bonaventura i així mateix va tenir influència de l'obra del franciscà italià Ubertí de Casale.

## Traduccions
D'aquesta obra se’n feren traduccions al castellà i al francès.
La traducció castellana, per cert (que exceptua, però, els dos últims llibres o tractats), feta a instàncies del jeroni fra Hernando de Talavera, OSH, primer arquebisbe de Granada després de la seua reconquesta en 1492 pels Reis Catòlics, confessor d'Isabel la Catòlica i profund admirador de l'obra i de la figura de Francesc Eiximenis, fou el primer llibre imprès en aquesta ciutat.

## Edicions i transcripcions
Aquesta traducció en llengua castellana (de la qual manquen, com hem dit, els dos darrers tractats) s'edità en edició incunable el 30 d'abril de 1496, per part dels impressors alemanys Meinard Ungut i Johannes Pegnitzer (també anomenat Joan de Nuremberg), i és l'única edició de què disposem hui dia. Albert Hauf, això no obstant, en va transcriure els cinc primers tractats, i els va afegir com a apèndix a la seua tesi doctoral, tot i que aquesta transcripció no està publicada.
No disposem, doncs, de cap edició moderna d'aquesta important obra.

## Influència
La influència d'aquesta obra s'estengué així mateix a altres àmbits, i d'aquesta manera, com ha demostrat Josep Romeu i Figueras, el misteri assumpcionista de la Catedral de València (que pot datar-se vers l'any 1425) s'inspira directament en aquesta obra eiximeniana.

## Edicions digitals

### Manuscrits
- Edició a la Biblioteca Virtual Joan Lluís Vives dels manuscrits 459 i 460 de la Biblioteca de Catalunya.
- Edició dins de les obres completes de Francesc Eiximenis en línia del manuscrit 209 de la Biblioteca Universitària de València.

### Incunables
- Edició a la Biblioteca Digital Hispánica de l'edició incunable de la traducció al castellà impresa per Meinard Ungut i Johannes Pegnitzer (Granada, 30 d'abril de 1496).

### LaVida de Jesucristdins les obres completes en línia
- Obres completes de Francesc Eiximenis (en català i en llatí) Arxivat 2012-04-02 a Wayback Machine..